# Arizelocichla
Arizelocichla – rodzaj ptaków z rodziny bilbili (Pycnonotidae).

## Występowanie
Rodzaj obejmuje gatunki występujące w Afryce Subsaharyjskiej.

## Morfologia
Długość ciała 16,5–19 cm, masa ciała samców 22–45,5 g, samic 20–47,5 g.

## Systematyka

### Etymologia
Greckie αριζηλος arizēlos – wyrazisty, rzucający się w oczy; κιχλη kikhlē – drozd.

### Podział systematyczny
Takson niedawno wyodrębniony z Andropadus. Do rodzaju należą następujące gatunki:
- Arizelocichla milanjensis (Shelley, 1894) – górobilbil ciemnouchy
- Arizelocichla nigriceps (Shelley, 1889) – górobilbil ciemnołbisty
- Arizelocichla fusciceps (Shelley, 1893) – górobilbil czarnobrewy
- Arizelocichla montana (Reichenow, 1892) – górobilbil oliwkowy
- Arizelocichla tephrolaema (G.R. Gray, 1862) – górobilbil gwinejski
- Arizelocichla masukuensis (Shelley, 1897) – górobilbil zielonawy